# Aarzemnieki
Aarzemnieki (utlänningarna) är en tysk-lettisk musikgrupp bestående av Jöran Steinhauer, Katrīna Dimanta, Raitis Viļumovs och Guntis Veilands. Gruppen representerade Lettland och framförde låten Cake to bake i den första semifinalen Eurovision Song Contest 2014 i Köpenhamn. Låten gick inte vidare till final.